# الدوري الإسباني الدرجة الثالثة 1940–41
الدوري الإسباني الدرجة الثالثة 1940–41 (بالإسبانية: Tercera División de España 1940-41)‏ هو موسم من الدوري الإسباني الدرجة الثالثة. فاز فيه ديبورتيفو ألافيس.